# Lotus subbiflorus
Espèce
Lotus subbiflorus ou L. hispidus ou L.angustimus, le lotier hispide ou lotier velu, est une espèce de plantes à fleurs de la famille des Fabaceae. C'est une plante herbacée trouvée en Europe et en Afrique du Nord.
Synonyme :
- Lotus hispidus Desf. ex DC., 1805

## Écologie

### Régions d'origine et régions où la plante s'est naturalisée
Le Lotier hispide est principalement rencontré en Europe occidentale (au sein d’un triangle Espagne-Angleterre-Sicile) mais est également présent en Afrique du nord.
Il est présent en France au sud d’une ligne allant de l’Eure à la Savoie (cf. carte ci-après). Sa répartition est encore assez méconnue dans certaines régions (limite est de son aire de répartition).

### Impact de l'Homme sur les populations sauvages
La présence du lotier velu est avérée dans la ville de Bayonne, sous-préfecture des Pyrénées-Atlantiques( numéro de département 64). Notamment, sur le site de la citadelle du Général Bergé hébergeant le 1er régiment Parachutistes d'Infanterie de Marine (RPIMA) du ministère des armées où son aire de présence s'étend a minima sur 6042m². Sur ce site il est menacé par un projet d'aménagement de la Citadelle

### Habitat (type d'écosystème, pH, type de sol, ensoleillement), bioindication
Le Lotier hispide fréquente d’ordinaire les milieux sablonneux mais également les coteaux secs, dans des conditions moyennement sèches. Il peut également être retrouvé dans les friches d’après cultures ou dans des terrains subissant un remaniement régulier (vignobles notamment), toujours sur substrat sableux.